# Comando delle operazioni spaziali
Il Comando delle operazioni spaziali (COS) è un organismo interforze delle forze armate italiane, dipendente dallo Stato maggiore della difesa, per il coordinamento della strategia nazionale dello spazio.

## Storia
Presso lo Stato Maggiore della Difesa a fine 2019 è stato costituito l'Ufficio Generale Spazio. Il Comando delle Operazioni Spaziali è stato quindi istituito nel giugno 2020, con al comando il Generale di Brigata Aerea Luca Capasso, già al vertice dell'Ufficio Spazio. Ha la possibilità di usufruire dei satelliti militari italiani come Sicral 1, Sicral 1B, Sicral 2, Athena-Fidus, COSMO-SkyMed e OPTSAT-3000.
Il COS il 12 maggio 2021 alla presenza del Ministro della Difesa Lorenzo Guerini ha concluso la sua prima vera operazione con il trasferimento di Sicral 1, giunto alla fine della sua vita operativa, su un'orbita cimitero. L'operazione è stata eseguita da una squadra di militari specializzati.
Il COS quello stesso giorno ha conseguito l’Initial Operational Capability (IOC). Operativamente dipende dal Comando operativo di vertice interforze.

## Organizzazione
- Comando
  - Stato maggiore
  - Ufficio Operazioni Spaziali
  - Ufficio Addestramento e Valutazioni
  - Ufficio Tecnico Logistico
- Centro Interforze Gestione Controllo SICRAL
- Centro Nazionale PRS

### Collegamento tecnico
- Centro Interforze di Telerilevamento Satellitare
- Centro Space Situational Awareness

## Comandanti
- Generale di brigata aerea Luca Capasso (giugno 2020 - maggio 2022)
- Generale di brigata Luca Monaco (maggio 2022 - in carica)